# Orthonevra stackelbergi
Orthonevra stackelbergi is een vliegensoort uit de familie van de zweefvliegen (Syrphidae). De wetenschappelijke naam van de soort is voor het eerst geldig gepubliceerd in 1982 door Thompson & Torp.